# فيكتور هيرلي
فيكتور هيرلي (بالإنجليزية: Victor Hurley)‏ هو جراح وطبيب أسترالي، ولد في 3 يناير 1888 في Ceres, Victoria ‏ في أستراليا، وتوفي في 17 يوليو 1958 في Royal Melbourne Hospital ‏ في أستراليا.

## وصلات خارجية
- فيكتور هيرلي على موقع AustralianFootball.com (الإنجليزية)
- فيكتور هيرلي على موقع AFLtables.com (الإنجليزية)